# De engel van Israël

De ligging van Israël in het Midden-Oosten.

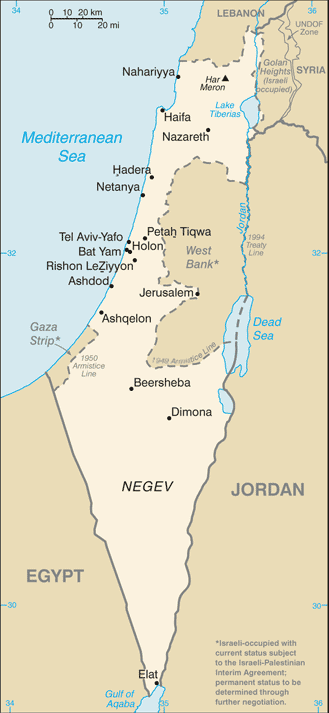
Overzichtskaart van Israël.

De engel van Israël is een spionageroman van auteur Gérard de Villiers en is het 51e deel uit de S.A.S.-reeks met als protagonist de Oostenrijkse prins en freelance CIA-agent Malko Linge.

## Het verhaal
Het plaatsvervangend hoofd van de Sovjetdelegatie van de Verenigde Naties in New York wordt vlak voordat hij politiek asiel probeert aan te vragen in de Verenigde Staten doodgeschoten. Hij heeft de Amerikaanse CIA voorzien van betrouwbaar gebleken informatie over de clandestiene activiteiten van de Sovjet-Unie. Op zijn sterfbed vertrouwt hij een medewerker van de CIA toe dat Zvi Halpern, de stafchef van het Israëlische defensieleger, een agent van de KGB is.
Malko wordt door de CIA naar Israël gezonden om deze bewering op waarheid te onderzoeken. In Israël komt Malko in contact met Ruth Hanevim, een weduwe van een rabbijn en maîtresse van stafchef Halpern.

## Personages
- Malko Linge, een Oostenrijkse prins en CIA-agent;
- Zvi Halpern, de stafchef van het Israëlische defensieleger;
- Ruth Hanevim, de weduwe van een rabbijn en tevens de maîtresse van Halpern.